# Хвойні ліси Великого Хінгану та гір Джагди
Хвойні ліси Великого Хінгану та гір Джагди (ідентифікатор WWF: PA0505) — палеарктичний екорегіон хвойних лісів помірної зони, розташований в Маньчжурії, на території Північно-Східного Китаю та Приамур'я. 

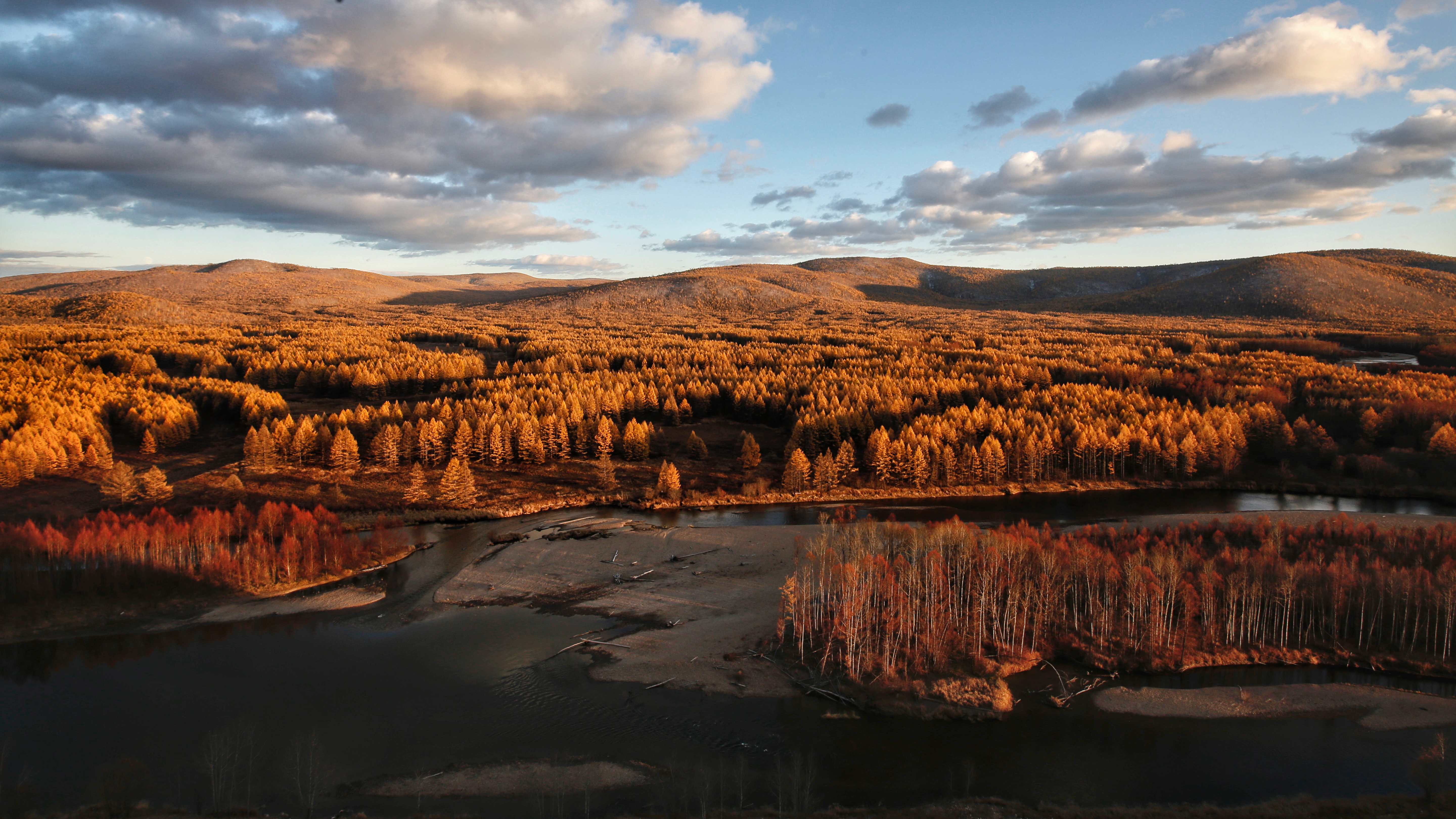
Ялицевий ліс в горах Великого Хінгану (повіт Геньхе, КНР)

## Географія
Екорегіон хвойних лісів Великого Хінгану та гір Джагди охоплює гори Великого Хінгану, розташовані на північному сході Внутрішньої Монголії та в провінції Хейлунцзян. Середня висота цих гір становить 800-1200 м. Східні схили Великого Хінгану більш стрімкі і дреновані численними річками, західні схили більш пологі. На півночі і північному сході, за річкою Амур, екорегіон також охоплює гори Джагди, розташовані переважно на території Амурської області Росії.
Хвойні ліси екорегіону є перехідною зоною між східносибірською тайгою, поширеною на північ від нього, та маньчжурськими мішаними лісами, поширеними на південь і схід від нього. На заході екорегіон хвойних лісів Великого Хінгану та гір Джагди переходить у даурський лісостеп та монголо-маньчжурський степ, а на крайньому сході — в охотсько-маньчжурську тайгу.

## Клімат
В межах екорегіону переважає субарктичний клімат (Dwc за класифікацією кліматів Кеппена). Зима довга і холодна, а літо коротке і прохолодне. Середньорічна кількість опадів становить 350 мм, більшість з яких випадає влітку. Безморозний період триває лише три місяці, а взимку температура може опускатися до -50 °C. Багаторічна мерзлота призводить до того, що поверхневий шар ґрунту влітку перенасичується вологою. Висока кислотність ґрунту та низький вміст в ньому кисню створює особливі природні умови, які сприяють спеціально адаптованим видам рослин.

## Флора
Основними лісовими угрупованнями екорегіону є хвойні ліси. Модринові ліси, в яких домінують даурські модрини (Larix gmelinii), зустрічаються на висоті понад 500 м над рівнем моря і становлять майже половину від всіх лісів екорегіону. 
Даурські модрини — це листопадні хвойні дерева, голки яких восени стають золотисто-жовтими і опадають. Ці дерева вперше з'явилися у полярних лісах, зниклому типі лісів, який існував понад 50 мільйонів років тому, коли концентрація вуглекислого газу в атмосфері була більш ніж удвічі вищою за сучасну, а різниця в температурі на екваторі і полюсах була набагато меншою, ніж сьогодні. 
Наразі даурські модрини зустрічаються в місцевостях, які є занадто сухими або погано дренованими для інших хвойних дерев. Зрілі насадження мають щільний лісовий намет і формують густий шар опалого листя, яке погано розкладається в холодному кліматі. В підліску модринових лісів сіянцям інших дерев складно вирости, тому модрини утворюють моновидові насадження, які зберігаються до тих пір, поки не станеться пожежа, спричинена посухою. Такі пожежі не є рідкісними в екорегіоні, а у 1987 році масштабні пожежі в Китаї знищили близько 25 % лісів екорегіону, загалом понад 1 мільйон га лісу. Після того, як модриновий ліс згорає, рослини-колонізатори, передусім листопадні широколистяні дерева, зокрема берези (Betula), тополі (Populus) та дуби (Quercus), утворюють вторинний, ранньосукцесійний ліс. У міру дозрівання цих насаджень їхній тінистий підлісок сприяє поступовому відновленню даурської модрини.
На висоті до 500 м над рівнем моря в екорегіоні зустрічаються мішані ліси. Окрім даурських модрин, в них також зустрічаються монгольські дуби (Quercus mongolica), повислі берези (Betula pendula), даурські берези (Betula dahurica), низькі в'язи (Ulmus pumila), різні види вільхи (Alnus) і тополі (Populus), а також сибірські абрикоси (Prunus sibirica), криваво-червоний глід (Crataegus sanguinea) та різнолиста ліщина (Corylus heterophylla).
Екорегіон характеризується унікальною даурською флорою, перехідною між флорою Сибіру та Маньчжурії. Серед 1200 видів судинних рослин, поширених в екорегіоні, близько двох третин мають сибірське походження, а близько третини — місцеве даурське, монгольське або маньчжурське.

## Фауна
Серед поширених в екорегіоні ссавців слід відзначити ізюбря (Cervus canadensis xanthopygus), азійську сарну (Capreolus pygargus), дику свиню (Sus scrofa), сибірську кабаргу (Moschus moschiferus),  уссурійського бурого ведмедя (Ursus arctos lasiotus), вовка (Canis lupus) та соболя (Martes zibellina). Ліси екорегіону є південною межею поширення для таких тварин, як звичайні росомахи (Gulo gulo), сибірські рисі (Lynx lynx wrangeli) та уссурійські лосі (Alces alces cameloides). В горах регіону зустрічаються уссурійські білогруді ведмеді (Ursus thibetanus ussuricus) та довгохвості горали (Naemorhedus caudatus). В східній частині екорегіону, можливо, збереглися популяції дуже рідкісних амурських тигрів (Panthera tigris altaica).
Серед поширених в екорегіоні птахів слід відзначити лісових орябків (Tetrastes bonasia), чорних журавлів (Grus monacha), японських журавлів (Grus japonensis), чорних лелек (Ciconia nigra), далекосхідних лелек (Ciconia boyciana), орланів-білохвостів (Haliaeetus albicilla) та далекосхідних пугачів (Ketupa blakistoni). Водно-болотні угіддя екорегіону є важливими місцями на Східноазійсько-Австралазійському пролітному шляху, де зустрічається багато перелітних птахів. В заплавах річок, озерах і болотах регіону мешкають сибірські кутозуби (Salamandrella keyserlingii), пристосовані до сильних морозів саламандри.

## Збереження
Оцінка 2017 року показала, що 39 610 км², або 16 % екорегіону, є заповідними територіями. Природоохоронні території включають: Біосферний заповідник Ханма та Національний природний заповідник Хучжун в КНР, а також Норський заповідник та Зейський заповідник в Росії.